# Drygalski Glacier
Drygalski Glacier är en glaciär i Antarktis. Den ligger i Västantarktis. Argentina, Chile och Storbritannien gör anspråk på området. Drygalski Glacier ligger 524 meter över havet.
Terrängen runt Drygalski Glacier är varierad. Trakten är obefolkad. Det finns inga samhällen i närheten.